# Efervescència

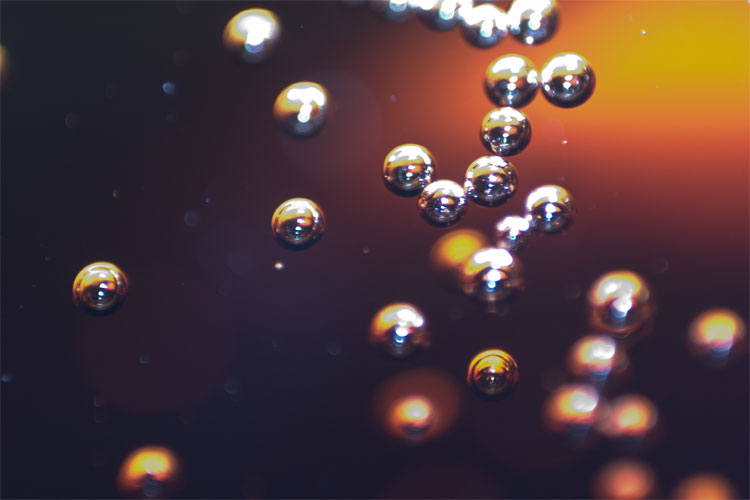
Bombolles de diòxid de carboni suren a la superfície d'un refresc carbonatat.

Efervescència en química és l'alliberament de gas des d'una solució aquosa i la formació de bombolles o escuma que resulta d'aquest alliberament. Un exemple quotidià es veu en les begudes carbòniques. Les bombolles visibles es produeixen per l'efervescència del gas dissolt (el qual no s'aprecia en la solució líquida).
La paraula efervescència deriva del verb llatí fervere (bullir), precedit de l'adverbi ex. Té la mateixa arrel lingüística que la paraula fermentació.

## Química
Tot i que el CO2 és més comú per a les begudes, de vegades s'afegeix gas nitrogenat deliberadament a determinades cerveses. La mida de la bombolla més petita crea una escuma de cervesa més suau. Per raó de la poca solubilitat del nitrogen en la cervesa, s'utilitzen barrils o ginys per fer això.
Al laboratori, es veu un exemple comú d'efervescència si s'afegeix àcid clorhídric a un bloc de pedra calcària. Si es posen unes quantes peces de marbre o una pastilla antiàcid en àcid clorhídric en un tub d'assaig ben tapat, es pot observar l'efervescència del diòxid de carboni:
CaCO3 + 2 HCl  →  CaCl2 + H2O + CO2↑
Aquest procés és representat per la reacció química següent, on la solució diluïda pressuritzada d'àcid carbònic dins aigua allibera diòxid de carboni a la descompressió:
{\displaystyle {\mbox{H}}_{2}{\mbox{CO}}_{3}\longrightarrow {\mbox{H}}_{2}{\mbox{O}}+{\mbox{CO}}_{2}}
En termes simples, és el resultat de la reacció química que es produeix en el líquid que genera un producte gasós.